# Nikolaj Minev
Nikolaj Minev, in bulgaro Николай Минев?, traslitterato anche Nikolay Minev secondo lo stile anglosassone (Ruse, 8 novembre 1931 – 10 marzo 2017), è stato uno scacchista bulgaro naturalizzato statunitense, Maestro Internazionale.

## Biografia
Vinse quattro volte il Campionato nazionale bulgaro (1951, 1953, 1965 e 1966).
Nel 1970 vinse la medaglia di bronzo individuale nel Campionato europeo a squadre di Kapfenberg.
Alcuni risultati di torneo:
- 1957:  secondo a Reykjavík;
- 1960:  terzo a Varna;
- 1961:  secondo a Varsavia;
- 1966:  pari primo nel Parcetic Memorial di Sombor;
- 1975:  secondo ad Albena.

Nel 1983 emigrò con la moglie Elena negli Stati Uniti, stabilendosi a Seattle. Diventò amico del GM statunitense Yasser Seirawan, con il quale collaborò alla stesura di diversi libri di scacchi.

## Pubblicazioni
Nota: l'elenco non è completo.
- French Defense: New and Forgotten Ideas!, Thinkers Press, 1988
- Take My Rooks  (con Yasser Seirawan), International Chess Enterprises (ICE), Seattle, 1991
- Alekhine in the Americas  (con Seirawan e John Donaldson), ICE, Seattle, 1992
- B12: Caro-Kann, Sahovski Informator  (con Seirawan), Belgrado, 1993
- Alekhine in Europe and Asia  (con Seirawan e John Donaldson), ICE, 1993
- King's Indian Defense: Tactics, Ideas, Exercises, ICE, 1993
- Akiba Rubinstein: Uncrowned King  (con John Donaldson), ICE, 1994
- Akiba Rubinstein: The Later Years  (con John Donaldson), ICE, 1995
- The Sicilian Defense: Last Decade (1986-1995), 250 Good and Bad Ideas, ICE, 1995
- Caro-Kann: Fantasy Variation, The Chess Library, Seattle, 1996
- Miguel Najdorf: King of the King's Indian Defense, The Chess Library, Seattle, 1997
- French Defense 2: New and Forgotten Ideas! (2nd ed.), Thinkers Press, 1998
- Mastering Tactical Ideas, ICE, Seattle, 2000
- Dutch Defense: New and Forgotten Ideas!, Thinkers Press, 2003
- A Practical Guide to Rook End Games, Russell Enterprises, 2005
- Akiba Rubinstein: Uncrowned King - 2nd ed.  (con John Donaldson), Russell Enterprises, 2007
- David Bronstein: Fifty Great Short Games, The Chess Library, 2008
- Tony Miles: Fifty Great Short Games, The Chess Library, Seattle, 2008
- Rudolf Spielmann: Fifty Great Short Games, The Chess Library, Seattle, 2008
- Akiba Rubinstein: The Later Years - 2nd ed.  (con J. Donaldson), Russell Enterprises, 2012
- Mikhail Chigorin and David Janowsky: Fifty Great Short Games, The Chess Library, Seattle, 2012